# دود جادویی

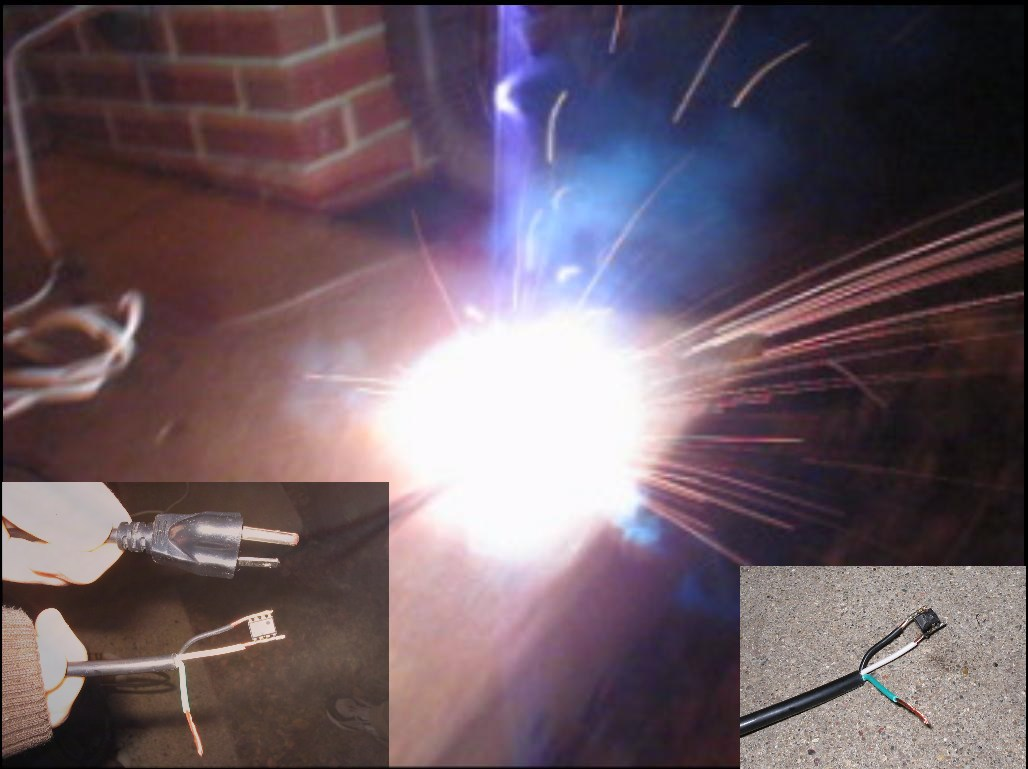
دود منتشر شده از یک قطعه الکترونیکی

دود جادویی (همچنین دود کارخانه، دود آبی، یا جینی) نامی طنزآمیز برای دودی است که مدارها یا قطعات الکترونیکی زیر فشار مضاعف بار الکتریکی و متعاقباً گرم شدن بیش از حد از خود ساطع می‌کنند. این دود معمولاً بوی سوختن پلاستیک و سایر مواد شیمیایی را می‌دهد. رنگ دود بستگی به قطعه‌ای دارد که در حال گرم شدن بیش از حد است؛ اما معمولاً آبی، خاکستری یا سفید است. فشار کوتاه‌مدت به خرابی قطعات، بدون آتش یا انتشار دود منجر می‌شود. یک عامل رایج ایجاد این دود ترانزیستور قدرت در داخل منبع تغذیه است.
این عبارت به عنوان طنز در میان مهندسان برق و کاردانان فنّی استفاده می‌شد و بین برنامه‌نویسان و مهندسان کامپیوتر رواج پیدا کرد. جارگون فایل دود جادویی را این‌طور تعریف می‌کند:
«ماده‌ای حبس شده درون یک آی‌سی که عامل کارکرد آن می‌باشد (همچنین تحت عنوان دود آبی؛ مشابه نظریه فلوژیستون). وجود این ماده زمانی که آی‌سی می‌سوزد قابل مشاهده است: دود جادویی خارج می‌شود و قطعه دیگر کار نمی‌کند.»